# 赭鵝膏
赭鵝膏（學名：Amanita ocreata）是一種有毒的擔子菌門真菌。分佈在北美洲太平洋西北地區及加州植物區系省，菌根於橡樹。子實體於春天長出，菌蓋呈白色或赭色，中心褐色，蕈柄、菌環、菌褶及外被是全白的。
赭鵝膏的外觀與很多食用菇相似，因而增加了意外中毒的風險。成熟的子實體很容易與A. velosa、A. lanei或粘蓋草菇混淆，未成熟的則與可食用的蘑菇屬相似。其毒性能及毒鵝膏、鱗柄白鵝膏及雙抱鵝膏，曾造成美國加利福尼亞州多種菌類中毒致命事件。主要的毒素為蠅蕈素，會對肝臟及腎臟造成破壞，引致死亡，現時未有解毒劑。初期徵狀出現於消化系統，包括腹痛、腹瀉及嘔吐，會維持2-3日。6-16日後會出現黃疸、腹瀉、譫妄、癲癇、昏迷及最後死亡。

## 分類及命名
赭鵝膏最先是由美國真菌學家Charles Horton Peck於1909年描述的。種加詞源自拉丁文的「穿著護脛套」，意指其寬鬆的外被。它與毒鵝膏同屬鵝膏菌屬，連同多種全白色的鵝膏菌屬（雙抱鵝膏及鱗柄白鵝膏）一同被稱為「毀滅天使」或「死亡天使」。

## 特徵
赭鵝膏比其他的「毀滅天使」粗壯一些。最初它們呈白色及卵狀，由外菌膜所覆蓋，及後會長出子實體。菌蓋最初呈半球體，後來會變得突出及扁平，有時甚至呈不規則形狀。菌蓋直徑可達12厘米，呈白色、黃白色至赭色不等，有時中心呈褐色。有時子實體會呈粉紅色。菌蓋以下的其餘部份都是白色的。菌褶很密。蕈柄高8-20厘米，頂部厚1.5-2厘米，有一層白色的菌環。外被很薄、光滑及呈囊狀，包裹著差不多蕈柄的一半。孢子印是白色的，孢子呈亞球形至卵形至亞橢圓形，澱粉孢子約有9–14 x 7–10微米的大小。赭鵝膏一般沒有氣味，子實體有時會有一陣漂白劑或氯、死魚或碘的氣味。以氫氧化鉀倒在菌肉上會出現黃色著色。
赭鵝膏的外觀像可食用的野蘑菇及蘑菇，在打開菌蓋及見到菌褶前像馬勃屬，所以採集時很易產生混淆。它們也像可食用及珍貴的A. velosa，且分佈在同一地區。分別只在於A. velosa沒有菌環、菌蓋邊有條痕及外菌膜較厚。可食用的A. lanei也沒有菌環，而菌蓋上的菌膜較深色。粘蓋草菇的孢子呈粉紅色，沒有菌環或外被。

## 分佈及生長地
赭鵝膏於1月至4月生長，除A. calyptroderma外，較其他鵝膏菌屬都要遲。它們生長在北美洲太平洋海岸，由華盛頓經加利福尼亞州至墨西哥下加利福尼亞州的林地。它們也有可能分佈在英屬哥倫比亞的溫哥華島，但卻未經證實。它們外生於海岸櫟及榛屬。在俄勒岡州及華盛頓，它們可以外生於太平洋桿櫟。

## 毒性
赭鵝膏的毒性很高，北美洲就曾有多宗與它們有關的中毒事件。它們含有鵝膏毒素及鬼筆毒素，只要吃了菌蓋的一半就足以致命。由於吃了赭鵝膏的人大部份都會出現器官損壞，死亡率更達40%，所以它們是鬼筆鵝膏菌組中最毒的。甚至狗吃了也會致命。
鵝膏毒素含有最少八種擁有相似結構的化合物，這種結構是八環的胺基酸。在赭鵝膏中，α-鵝膏毒肽及β-鵝膏毒肽是最主要的毒素。毒素會抑制RNA聚合酶II，對合成mRNA、微RNA及小核RNA有所影響。沒有mRNA，主要的蛋白質生物合成及細胞代謝就會停止，細胞繼而死亡。首當其衝的器官就是肝臟及腎臟。
鬼筆毒素包含了最少七種化合物，都有著相似的肽環。雖然鬼筆毒素對肝臟細胞是劇毒，但它們並沒有增加赭鵝膏的毒性，因為它們不會在消化道內被吸收。再者，在可食用的赭蓋鵝膏菌中也含有其中一種鬼筆毒素的鬼筆環肽。

### 病徵
赭鵝膏中毒的徵狀都是在消化道內的，包括腹痛、腹瀉及嘔吐，並導致脫水。嚴重的也會出現低血壓、心跳過速、低血糖及酸鹼失衡。初期徵狀會維持2-3日，接著肝臟會出現較嚴重情況，因急性肝衰竭及肝性腦病變而導致黃疸、腹瀉、譫妄、癲癇及昏迷。腎衰竭（不論是嚴重肝炎的併發症或腎臟直接中毒的損害）及凝血病可能會在此階段出現。期後會出現危害生命的情況，包括顱內壓增加、顱內出血、敗血症、胰臟炎、急性腎衰竭及心搏停止。於中毒後6-16日就會死亡。

### 治療
赭鵝膏中毒是需要住院治療的一種急症。治療主要有四項，包括初期護理、支援措施、特別治療及肝臟移植。
初期護理包括以活性炭或洗胃來將胃部消毒。不過由於在吃下及中毒之間存在一些時間差，病人很多時是在吃下後很久才入院，減低了初期護理的作用。支援措施是處理病人脫水，控制代謝性酸中毒、低血糖、電解值不平衡及凝血障礙。
鵝膏毒素中毒並沒有解毒劑，但也有一些特別的治療方法，如注射青霉素G就可以增加生存率。注射水飛薊素亦可以減低鵝膏毒素的效力，阻止肝細胞的吸收。在出現肝衰竭的病人就需要進行肝臟移植來保存生命。不過，證據顯示中度至嚴重中毒的病人中，只有一半能生存下來。只要在吃下赭鵝膏後的36小時內獲得治療，大部份病人都可以完全康復而沒有後遺症。

## 外部連結
- Key to species of Amanita Section Phalloideae from North and Central America - Amanita studies website （页面存档备份，存于）
- California Fungi—Amanita ocreata（页面存档备份，存于）